# Marpesia chriton
Marpesia chriton är en fjärilsart som beskrevs av Jean Baptiste Godart 1823. Marpesia chriton ingår i släktet Marpesia och familjen praktfjärilar. Inga underarter finns listade i Catalogue of Life.